# KOSPI

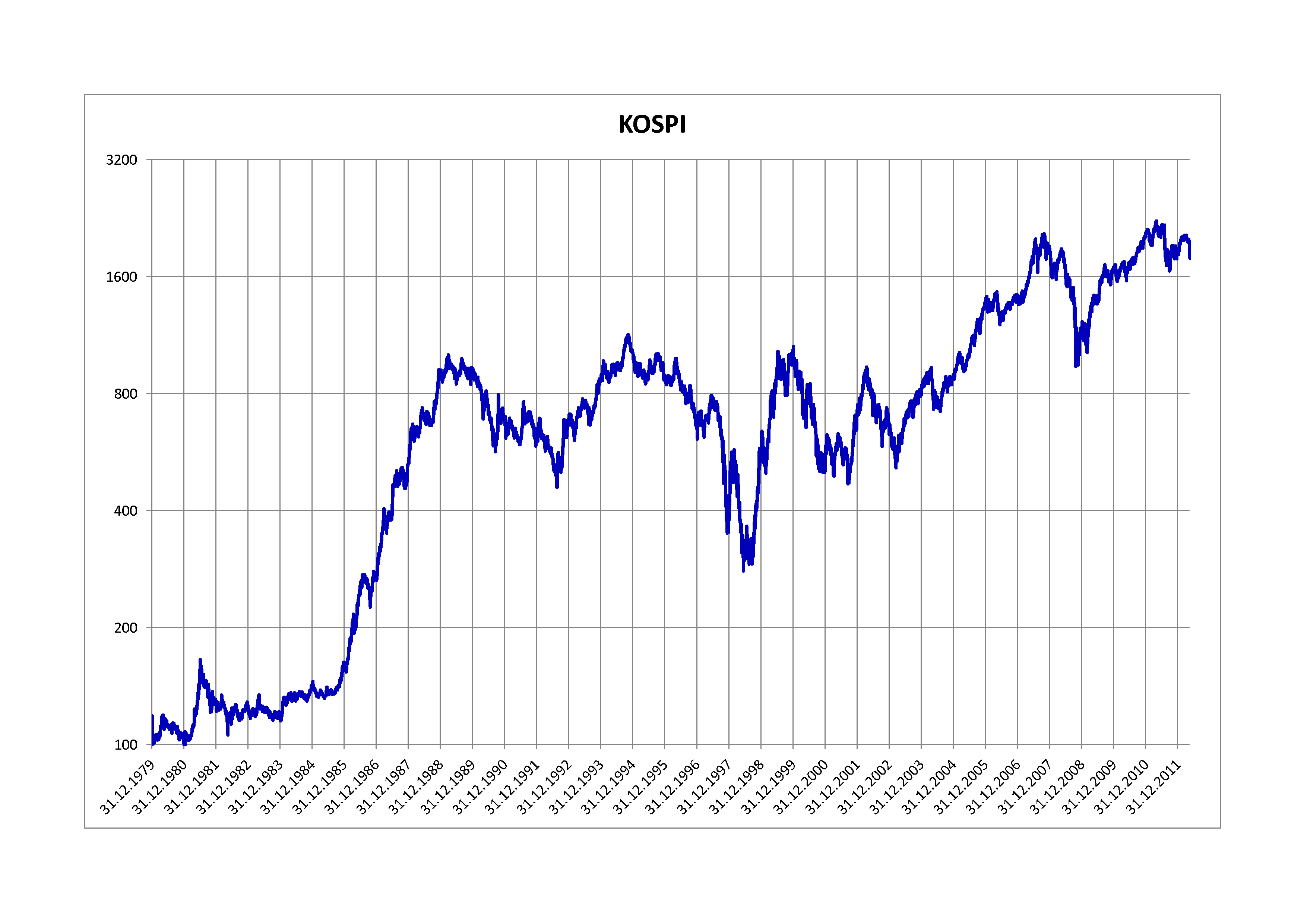
Gráfico logarítmico KOSPI de 1979–2012

Korea Composite Stock Price Index (em português: Índice composto de valores de mercado sul-coreano), cuja abreviação oficial é KOSPI, é o Índice de bolsa de valores sul-coreana. Ele lista mais de 700 empresas que constam na bolsa de valores da Coreia do Sul.
o índice foi criado em 1983. O índice diário ultrapassa a movimentação de um bilhão de dólares ou trilhões da moeda local won.
| KOSPI 200 (KOS)       |        |
| --------------------- | ------ |
| Bolsa de Valores:     | KRX    |
| Setor:                | Index  |
| tamanho do carrapato: | 0.05   |
| BPV:                  | 500000 |
| Moeda:                | KRW    |

## Componentes Top 10 em 2015
De março de 2015.
- Samsung Electronics (005930)
- Hyundai Motor (005380)
- SK Hynix (000660)
- Korea Electric Power (015760)
- Hyundai Mobis (012330)
- SK Telecom (017670)
- POSCO (005490)
- Naver (035420)
- Samsung SDS (018260)
- Cheil Industries (028260)